# Max Pinchard
Pour les articles homonymes, voir Pinchard.
Max Pinchard, né le 21 juillet 1928 au Havre (Seine-Maritime) et mort le 12 décembre 2009 à Bois-Guillaume (Seine-Maritime), est un compositeur français. 

## Biographie
Max Pinchard découvre la musique grâce à son père clarinettiste à l’Orchestre du Grand Théâtre du Havre. Élève d’Albert Beaucamp au Conservatoire de Rouen, il subit l’influence de Nobert Dufourcq. Très impliqué dans le monde musical havrais, il dirige des orchestres et des chœurs de jeunes et participe aux activités culturelles organisées par Blanche Vinay-Leconte dans la suite d’André Caplet et d’Arthur Honegger.  Il anime aux côtés de Reynold Arnould la Maison de la culture du Havre, dont il est le président entre 1964 et 1968. Dès 1956, il rejoint le cercle musical animé par le compositeur Georges Migot aux côtés de Marc Honegger, Jean-Jacques Werner et Joël-Marie Fauquet. Cette expérience formatrice donne lieu au livre Connaissance de Georges Migot, qui est un livre de référence.  
Pédagogue reconnu, il enseigne à partir de 1972 au Conservatoire de Rouen (histoire de la musique, classe d'orchestre) et dirige l’École de musique de Saint-Étienne-du-Rouvray, puis le Conservatoire national de Grand-Couronne. Il conduit en tant que chef-invité l’Ensemble orchestral de Haute-Normandie.  
La musique de Max Pinchard propose une synthèse originale entre les traditions de la musique française, Maurice Ravel (Divertissement d’été, Dans la forêt des fées sur un poème de Jacques Charpentreau) et Georges Migot (Symphonie du verseau, Tombeau de Marin Marais), et un style plus dramatique inspiré d’Arthur Honegger et d’Alban Berg . 
Parmi ses œuvres les plus importantes, on compte la Symphonie du Verseau interprétée par l’Orchestre de chambre de Paris sous la direction de J.J. Werner en 1966 et par l’Orchestre National de France à Nice en 1972. Il compose Le Concerto pour clavecin et orchestre à cordes créé à Rouen et au Havre en 1968 sous la direction de Jean Sébastien Béreau, concerto repris à l’étranger. Le Double concerto pour alto et violoncelle, œuvre particulièrement originale et d'un lyrisme intense, est une commande d’État dont la première a lieu à Rouen en 1970, avec l’Orchestre de chambre de Rouen dirigé par André Girard (violoncelle Geneviève Teulières-Sommer, alto Christiane Osmulski). 
D’autres exécutions sont réalisées par l’Orchestre de la radio-télévision française, le New Irish Chamber Orchestra et l’Orchestre de chambre d’Ankara.
Plusieurs œuvres ont reçu des critiques favorables, notamment les mouvements symphoniques Quadruple et L’Autre versant du jour (commande d’État), le concerto pour piano, Le Creux du temps, dédié a Frédéric Aguessy (crée en 1991 par l'Ensemble orchestral de Normandie), le recueil Golfes d’ombre pour piano (interprété en 1981 par Noël Lee), et la série des concertos : Karma pour clarinette,  Concerto giocoso pour orgue, ainsi que l’oratorio sur des poèmes de Corneille, Sainte Unité de Trois. 
Il écrit la musique pour la Messe là-bas de Paul Claudel et compose des musiques de scène comme les Interludes pour l’Odyssée pour le Théâtre Maxime Gorki. L'œuvre de Max Pinchard est marquée par une relation privilégiée avec le fait poétique, comme en témoignent le recueil Le pain des ombres sur des poèmes d'André Chardine et le cycle de quinze mélodies, Au cœur du sang, sur des poèmes de Gérard Murail, Anne-Marie Oddo, Federico Garcia Lorca et Pierre Béarn.  
L’engagement de Max Pinchard est sensible dans l’Oratorio pour l’Ettersberg, sur un poème de Yves-Pierre Boulongne, crée en 1986 par les Chœurs et Orchestre de l’ASPAM.  
Auteur et éditeur scientifique d’ouvrages de critique musicale, il collabore à plusieurs revues,  notamment Diapason et la Revue du son. Il travaille aux éditions Le chant du monde et dirigé les collections musicales aux Éditions ouvrières/Éditions de l’Atelier entre 1955 et 1989.
Il meurt le 12 décembre 2009 à Bois-Guillaume.

## Œuvres (extraits)

### Orchestre Symphonique
- Quadruple mouvement symphonique no 1, éditions Transatlantiques
- Mystérieux et Intense, une variation pour orchestre sur un thème de Debussy, in Feuilles vives, éditions Billaudot
- La Forêt, le Fleuve, la Ville, triptyque symphonique
- L'Autre versant du jour, mouvement symphonique no 2
- Arche forte, mouvement symphonique n°3.

### Orchestre à cordes
- Symphonie du Verseau, Symphonie pour orchestre à cordes, éditions Transatlantiques

- Terre d'ombre, Choral pour orchestre à cordes.

### Œuvres concertantes
- Aux fêtes de la pluie, pour violoncelle et orchestre de chambre, Le Chant du monde
- Concerto pour clavecin et orchestre à cordes, Le chant du monde
- Double concerto, pour alto, violoncelle et orchestre à cordes
- Le creux du temps, poème-concerto pour piano et orchestre
- Sonate concertante pour flûte et orchestre à cordes, Billaudot
- Karma, Concerto pour clarinette.

### Œuvres de chambre
- Aux quatre vents, six pièces divertissantes pour 4 instruments monodiques, édition Le Plac'art
- La fontaine Castalie, pour violoncelle et piano, Le Plac'art
- Le pain des ombres, pour voix et piano, Le Plac'art
- Trois icônes, pour guitare, Le Plac'art
- Interludes pour l'Odyssée, en deux suites, pour flûte, violon, deux clarinettes, violoncelle ou basson et percussions, éditions Heugel
- La loue, pour violon pour piano, Billaudot.

### Oratorios
- Oratorio pour l’Ettersberg, scènes-illustration pour soliste, chœur d’enfants, chœur d’adultes et orchestre, poèmes d’Yves-Pierre Boulongne
- Sainte Unité de Trois, oratorio lyrique pour soliste, chœur et orchestre sur des traductions versifiées de Psaumes, par Pierre Corneille
- Grand psaume de consolation, cantate pour solistes, chœur et orchestre, sur un poème de Gérard Murail.

## Ouvrages
- Introduction à l'Art Musical, Paris, Éditions Ouvrières, 1965 (réimpr. 1972) (1re éd. 1957), 271 p. (OCLC 11387197)
- Connaissance de Georges Migot, Musicien Français, Éditions Ouvrières (1959)
- Ma Discothèque Classique, Édition Marabout, (1963)
- Ma Discothèque de Variétés, Édition Marabout (1964)
- A la Recherche de la Musique Vivante, Les Éditions de l'Atelier (1967)
- Influence du Chant Grégorien sur la Musique, Éditions Labergerie-Mame
- Encyclopédie des Musiques Sacrées, Tome II (1969)
- Encyclopédie des Musiques Sacrées, Tome III (1971)
- Les Musiciens de l'Espérance, André Caplet, Lili Boulanger, Jean Cartan, Éditions Labergerie-Mame.

## Distinctions
- Chevalier de l'ordre des Palmes académiques (1968)
- Chevalier de l'ordre des Arts et des Lettres (1990)